# Такуја Иванами
Такуја Иванами (јап. 岩波 拓也; 18. јун 1994) јапански је фудбалер.

## Каријера
Током каријере играо је за Висел Кобе и Урава Ред Дајмондс.

## Репрезентација
Са репрезентацијом Јапана наступао је на олимпијским играма 2016.